# Lucas Toftemark
Lucas Maarfelt Toftemark (født 10. juli 2004 i Holbæk) er en cykelrytter fra Danmark, der kører for Airtox-Carl Ras.

## Karriere
I 2018 begyndte Lucas Toftemark at køre løb for den lokale klub Holbæk Cykelsport. Da han blev juniorrytter skiftede han til Team BACH Advokater FRB Optik, hvor han kørte to sæsoner. Da han blev seniorrytter gik turen videre til DCU Elite Teamet, Team CO:PLAY-Giant Store, hvor det også blev til to sæsoner. Fra starten af 2025 skrev han kontrakt med kontinentalholdet Airtox-Carl Ras, der har base i hjembyen Holbæk.